# Strahlparameter
Der Strahlparameter ist eine seismische Größe, die verwendet wird, um die Ausbreitung von seismischen Wellen in einem Medium zu beschreiben. Der Strahlparameter ist entlang eines Wellenstrahls konstant, wenn die seismische Geschwindigkeit nur von der Tiefe abhängt.

## Definition
Der Strahlparameter ist definiert als das Verhältnis aus Laufzeit {\displaystyle T} und an der Oberfläche zurückgelegter Entfernung {\displaystyle \Delta } einer seismischen Welle und entspricht damit der Steigung dessen Laufzeitkurve:
{\displaystyle p={\frac {dT}{d\Delta }}}
Ist die seismische Geschwindigkeit nur von der Tiefe abhängig, ist {\displaystyle p} konstant. Basierend auf dem Snelliusschen Brechungsgesetz kann {\displaystyle p} im Fall horizontaler Schichtung formuliert werden als:
{\displaystyle p={\frac {dT}{d\Delta }}={\frac {\sin(i)}{v(z)}}}
Hierbei ist {\displaystyle i} der Winkel zwischen der Richtung des Wellenstrahls und der Orthogonalen zur Schichtung und {\displaystyle v} die seismische Geschwindigkeit in Tiefe {\displaystyle z}. Für Kugelmodelle ändern sich die Brechungswinkel {\displaystyle i} in Abhängigkeit vom Radius:
{\displaystyle p={\frac {dT}{d\Delta }}={\frac {r\sin(i)}{v(r)}}}
In dem Fall wird der Winkel {\displaystyle i} zwischen der Richtung des Wellenstrahls und dem Radiusvektor {\displaystyle r} definiert.

## Bedeutung
Unter der Annahme, dass die seismische Geschwindigkeit nur von der Tiefe abhängt, der Strahlparameter also entlang eines Wellenstrahls konstant ist, bildet der Parameter eine der wenigen Möglichkeiten, direkt (ohne Inversion) auf die Geschwindigkeitsstruktur des Untergrundes zu schließen, und findet daher in vielen seismischen Verfahren und Methoden Anwendung (z. B. Wiechert-Herglotz Verfahren und Benndorfscher Satz).